# Nicanor García Fernández
Nicanor García Fernández (Nembra, Asturias, 1 de julio de 1954) es un político español, exdiputado y portavoz parlamentario de Ciudadanos en la Junta General del Principado de Asturias.

## Biografía
Es licenciado en Filosofía y Letras por la Universidad de Salamanca.
Su carrera se ha desarrollado en el ámbito académico, ejerciendo de profesor en diferentes institutos de Asturias y como catedrático de enseñanza secundaria. Antes de ser elegido diputado, era profesor de comunicación audiovisual y catedrático de francés.
Ha escrito diversos artículos relacionados con la enseñanza del francés y de los medios audiovisuales, así como de distintos vídeos de contenido formativo y cultural.

## Carrera política
Durante la década de los 90, García militó en el CDS, partido que abandonó y, con ello, su actividad política hasta 2012, cuando se unió al PSOE, formación que abandonó en 2014 para afiliarse a Ciudadanos.
A inicios de 2015 se convirtió en el candidato de la formación naranja a la Junta General. Tras las elecciones del 24 de mayo de 2015 fue elegido diputado del partido en la Junta General del Principado de Asturias.
Tras la toma de posesión del cargo, García fue elegido portavoz del grupo naranja en la cámara y, además, fue nombrado miembro de la Diputación Permanente y Presidente de la Comisión de Educación y Cultura de la cámara asturiana.
Se presentó a las listas de Ciudadanos al Senado y logró un 7'68% de los votos, pero finalmente no logró el escaño.